# 8688 Delaunay
8688 Delaunay è un asteroide della fascia principale. Scoperto nel 1992, presenta un'orbita caratterizzata da un semiasse maggiore pari a 2,2728043 UA e da un'eccentricità di 0,1734398, inclinata di 4,43993° rispetto all'eclittica.